# Nitta
Nitta is een plaats in de gemeente Ulricehamn in het landschap Västergötland en de provincie Västra Götalands län in Zweden. De plaats heeft 348 inwoners (2005) en een oppervlakte van 31 hectare.